# ياسو موراماتسو
ياسو موراماتسو (باليابانية: 村松康雄؛ بالكانا: むらまつ やすお) هو مؤدي صوت ياباني، ولد في 6 أبريل 1933 في طوكيو في اليابان.

## اعماله

### مسلسلات أنمي
- ون بيس -  البرمائي توم

## وصلات خارجية
- ياسو موراماتسو على موقع IMDb (الإنجليزية)
- ياسو موراماتسو على موقع قاعدة بيانات الفيلم (الإنجليزية)
- ياسو موراماتسو على موقع كينوبويسك (الروسية)
- ياسو موراماتسو على موقع ANN person (الإنجليزية)